# 小炳
小炳（1978年10月8日—），本名余俊賢，是台灣的男藝人。

## 經歷
小炳為藝人大炳的胞弟，兩人聯手在台灣演藝圈闖盪，以模仿見長，並曾擔任靈異節目《鬼話連篇》的主持人。在大炳於2012年病逝後，小炳逐漸淡出演藝圈，曾以筆名「小鯨」在報紙的漫畫專欄上連載，後來投資炸雞店和滷味生意。

## 個人生活
小炳曾與張怜雅有過婚姻，在2001年11月4日公證結婚，兩年後離異。兩人的女兒由小炳撫養。
2021年，小炳感染菌血症。

## 演出作品

### 電視劇
| 首播年份 | 播放頻道 | 戲劇名稱     | 飾演 | 導演           |
| 待播     |          | 《電競高校》 | Jack | 張清峰、陳偉豪 |